# De Havilland Tiger Moth
O De Havilland DH.82 Tiger Moth é um avião a hélice monomotor biplano da década de 1930. O primeiro voo foi realizado em 26 de outubro de 1931. Antes do eclodir da Segunda Guerra Mundial a Royal Air force (RAF) adoptou-o como avião de instrução elementar de pilotagem. Até 1939 foram entregues mais de 1 000 unidades às escolas de aviação da RAF. A produção final ultrapassou as 4 200 unidades.
Utilizado no período do pós guerra por muitos clubes de aeronáutica civil, hoje em dia ainda voam algumas destas máquinas apresentando-se em festivais aéreos. Portugal possui dois exemplares no Museu do Ar em condições de voo.

## Versões
- DH.60T (Moth Trainer): versão inicial de treino militar, baseada no De Havilland Gipsy Moth;
- DH.82 (Tiger Moth I): avião de instrução elementar bi-lugar, propulsado por um motor a pistões De Havilland Gipsy III com 120 hp (89 kW) de potência;
- DH.82A (Tiger Moth II): versão propulsada por uma motor de pistões De Havillang Gipsy Major com 130 hp (97 kW) de potência;
- DH.82C: versão canadense adaptada a climas frios, com cabines fechadas e aquecidas e propulsado por um motor de pistões De Havilland Gipsy Major com 145 hp (108 kW) de potência;
- PT-24: denominação dos DH.82C utilizados pelos Estados Unidos;
- DH.82B (Queen Bee): avião alvo não tripulado, teleguiado por rádio;
- Thruxton Jackaroo: versão com uma cabine de quatro lugares.

## Operadores militares
- Austrália
- Bélgica
- Brasil
- Birmânia
- Canadá
- Dinamarca
- Egito
- Índia
- Irão
- Iraque
- Nova Zelândia
- Noruega
- Polónia
- Portugal
- Rodésia
- Espanha
- África do Sul
- Sri Lanka
- Suécia
- Tailândia
- Reino Unido
- Uruguai

## Emprego em Portugal
Entraram ao serviço em 1934, sendo seus utilizadores a Aeronáutica Militar, a Aviação Naval e mais tarde a Força Aérea, num total de 141 aeronaves. Grande parte das unidades portuguesas foram construídas sob licença pelas OGMA. Foram abatidos ao serviço em 1955, sendo substituídos pelo De Havilland Chipmunk.
Foram utilizados para instrução elementar de pilotagem. Com a independência da Força Aérea Portuguesa os aviões foram colocados na Base Aérea de Sintra, na Esquadra de Instrução Elementar de Pilotagem , depois no Aeródromo Militar de Espinho e mais tarde na Base Aérea de S. Jacinto, em Aveiro.

## Emprego no Brasil
No Brasil, a aeronave foi empregada pela Aviação Naval Brasileira entre 1933 e 1941, e pela Força Aérea Brasileira de 1941 a 1947. O Museu Aeroespacial possui um exemplar em seu acervo.

De Havilland Tiger Moth da FAB, preservado no Museu Aeroespacial
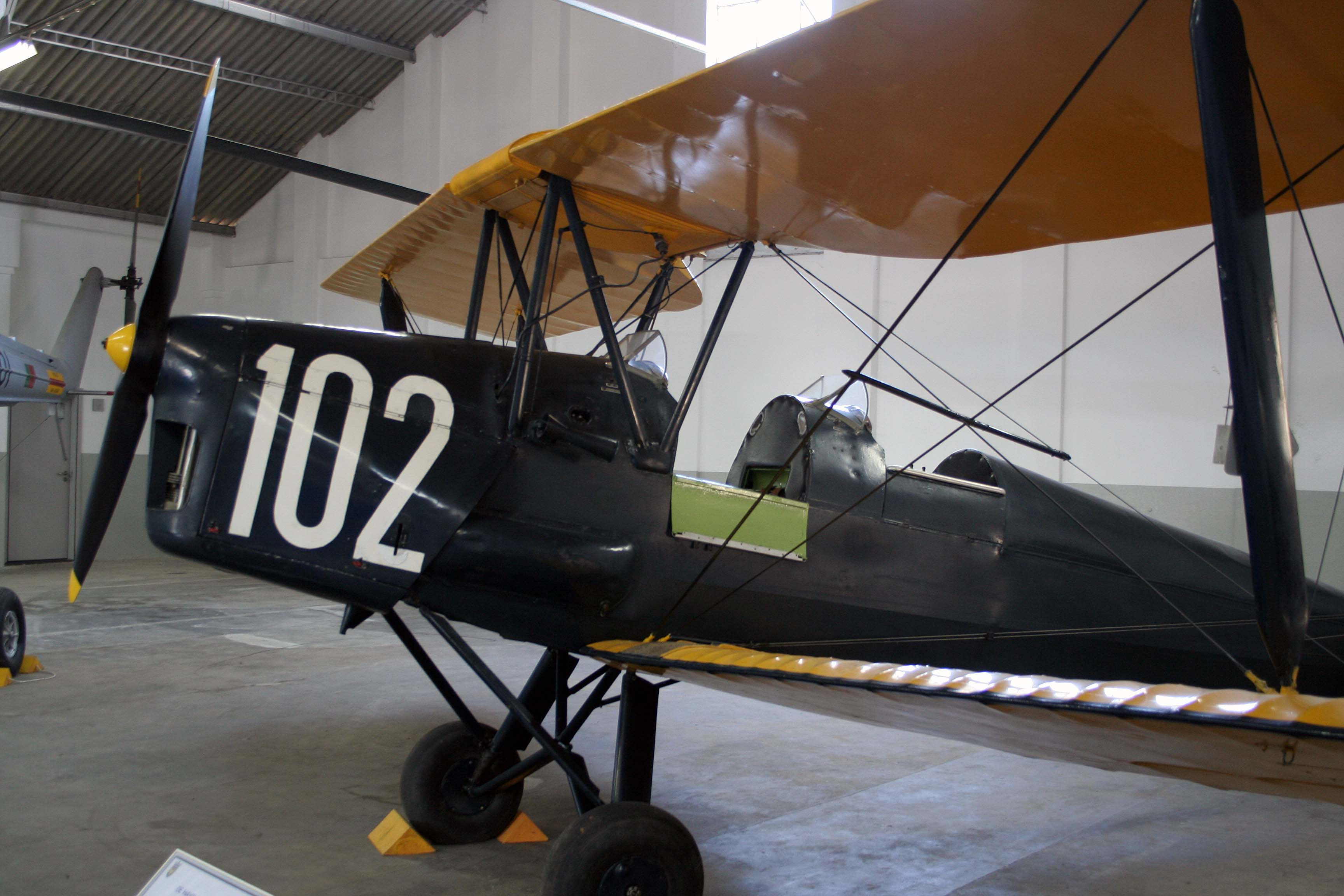
Antigo Tiger Mouth da Aeronáutica Militar portuguesa.
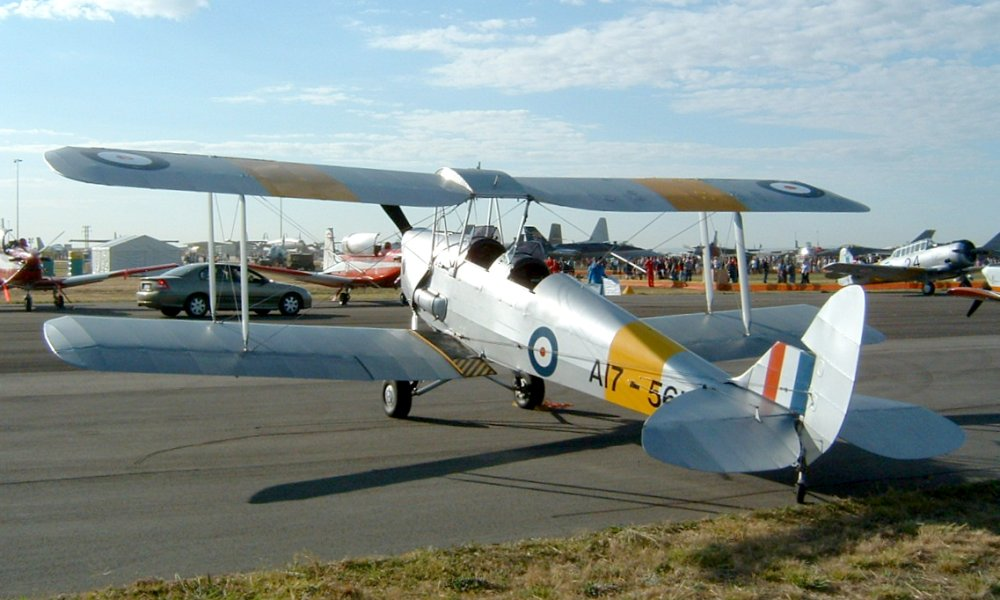
Antigo DH.82A Tiger Moth australiano